# 11911 Ангел
11911 Ангел (1992 LF, 1970 QC, 1993 PF9, 11911 Angel) — астероїд головного поясу, відкритий 4 червня 1992 року.
Тіссеранів параметр щодо Юпітера — 3,081.